# Naproxeno
O naproxeno é um anti-inflamatório não esteroidal (AINE), derivado do ácido propiônico, com atividade analgésica e anti-inflamatória que tem sido amplamente utilizado no tratamento de doenças reumáticas, doença articular degenerativa e espondilite anquilosante.
Os anti-inflamatórios não esteroides (AINEs) encontram-se entre os medicamentos mais prescritos. São utilizados principalmente no tratamento da inflamação, dor e edema, como também nas osteoartrites, artrite reumatoide e distúrbios músculo-esqueléticos.
Essa classe heterogênea de fármacos inclui a aspirina e outros agentes inibidores da ciclo-oxigenase (cox). Estes anti-inflamatórios não esteroides inibem, em sua maioria, tanto a atividade da ciclo-oxigenase 1, cosx constitutiva, quanto da ciclo-oxigenase 2, cox induzida na presença da inflamação, portanto tem influência sobre a síntese de prostaglandinas e tromboxano. No caso do anti-inflamatório naproxeno, é um anti-inflamatório não esteroide tradicional com inibição não seletiva reversível da ciclo-oxigenase (cox).
A prostaglandina H2 sintase, cicloxigenase, é uma glicoproteína dimérica integral da membrana responsável pela formação de prostaglandinas, prostaciclina e tromboxano, existe em pelo menos duas isoformas, cox1 e cox2.

## História
O ibuprofeno foi o primeiro membro dos AINE derivados do ácido propiônico a ser aprovado para uso geral, de modo que a experiência com esse fármaco pode ser relatada como ampla.
A aspirina é o anti-inflamatório mais antigo e amplamente estudado, porém é considerado separadamente dos demais devido ao uso predominante no tratamento das doenças cardiovasculares e cérebro-vasculares, em doses baixas.
Os anti-inflamatórios não esteroides não seletivos são os mais antigos, designados tradicionais ou convencionais, os seletivos para a cox 2 são designados coxibes.
Nos últimos anos, tem sido questionada a segurança do uso dos anti-inflamatórios não esteroides na prática clínica, particularmente dos inibidores seletivos da cox 2 em presença de determinadas condições e doenças, o que levou à retirada de alguns desses fármacos do mercado.
Os anti-inflamatórios não esteroides tradicionais podem apresentar padrão de seletividade cox 2 similar ao dos coxibes, como é o caso do diclofenaco comparado com o celecoxibe, ou serem inibidores mais ativos da cox 1, como naproxeno e ibuprofeno.

## Indicações
Os usos aprovados pela ANVISA são com relação a inflamação das vias aéreas superiores como angente anti-inflamatório, analgésico e antipirético que pode ser usado como a gente auxiliar da terapêutica específica, aferições periarticulares e musculoesqueléticas como mialgia, artralgia, dor ciática, dor na perna e traumatismos como estorsões, distensões, contusões ou lesões oriundas da prática esportiva.
É recomendado para uso em doenças reumáticas dolorosas e inflamatórias e em certas condições não reumáticas. Segundo estudos foi utilizado para diferenciar febres infecciosas de febres neoplásicas devido a maior eficácia em reduzir febres neoplásicas.

## Contra indicações
É contraindicado para pacientes que tenham apresentado reações de hipersensibilidade ao naproxeno ou naproxeno sódico, uso também é contraindicado para pacientes que apresentaram asma, rinite, pólipos nasais ou urticária pelo uso de ácido acetilsalicílico ou outros anti-inflamatórios não esteroides.
O naproxeno é contraindicado em pacientes com sangramento ativo, antecedente de sangramento gastrintestinal ou perfuração relacionado a uso anterior de anti-inflamatórios não esteroides, doença ativa ou antecedente de úlcera péptica recorrente e hemorragia, tendo dois ou mais episódios distintos de úlcera ou sangramento. Assim como outros anti-inflamatórios não esteroides, o naproxeno é contraindicado em pacientes com insuficiência cardíaca grave, não deve ser utilizado em pacientes com depuração de creatinina inferior a 30mL/min. É importante ressaltar que a segurança do uso deste medicamento em crianças abaixo de dois anos não está estabelecida, ou seja, o uso em crianças nesta faixa etária é contraindicado. Uso não recomendado para grávidas a partir do terceiro trimestre.
O naproxeno pode interagir com antidepressivos, lítio, metotrexato, varfarina, alguns anticoagulantes, medicamentos relacionados ao cuidado do coração e da pressão sanguínea, diuréticos e até mesmo prednisona. Dessa forma, não é recomendada a utilização do naproxeno com antiácidos ou colestiraminas, anticoagulantes cumaríncios, sulfonamidas, probenecida, metotrexatom beta bloqueadores entre outros. Podem aumentar o nível de risco de sangramento e pode ter influência sobre a eficácia de antidepressivos.O consumo de álcool pode aumentar o risco de sangramento gastrointestinal quando associado ao uso de naproxeno, conforme há o aumento da dose de naproxeno pode haver o aumento do risco de sangramento.

## Efeitos adversos
O naproxeno pode apresentar complicações relacionadas ao trato gastrointestinal, entre os mais comuns, como dispepsia relativamente leve, desconforto gástrico, pirose, náuseas, vómitos, diarréia, desconforto abdominal e sangramento gástrico.Com relação ao sistema nervoso central, SNC, podem incluir sonolência, cefaléia, tonteira, sudorese, fadiga, depressão e outros. Reações menos comuns são pruridos e problemas dermatológicos como reações bolhosas e necrólise epidérmica e síndrome de Stevens Johson. Vale ressaltar que alguns casos de icterícia, comprometimento renal e edema foram relatados. Alguns distúrbios cardiovasculares também podem ocorrer como edema, hipertensão, insuficiência cardíaca, o uso de anti-inflamatórios não esteroides em altas doses podem estar relacionado com aumento de eventos trombóticos arteriais como infarto do miocárdio, mas no geral não apresenta tantos casos relacionados ao sistema cardiovascular como inibidores seletivos de cosx 2. O alto uso pode estar associado com aumento do risco de doença renal em estágio terminal e insuficiência renal. Pode causar caibras musculares nas pernas em cerca de 3% das pessoas que utilizam. Para reduzir o risco de úlceras estomacais pode ser combinado com inibidores da bomba de prótons durante tratamento a longo prazo de pessoas com úlceras preexistentes ou histórico.

## Administração
O naproxeno deve ser administrado por via oral. Cada dose deve ser tomada com água e em jejum ou com alimentos. A absorção pode ser retardada com alimentos.
Dose para adultos: comprimidos revestidos de 250 mg é indicado tomar 1 comprimido 1 a 2 vezes por dia ou a critério médico. Comprimidos revestidos de 500 mg é indicado tomar 1 comprimido 1 vez por dia ou a critério médico. A dose diária de 500 mg não deve ser excedida, salvo sob prescrição médica. Os efeitos indesejáveis podem ser diminuídos tomando-se a menor dose eficaz pelo menor tempo necessário para controlar os sintomas. Não se deve usar naproxeno por mais de 10 dias consecutivos, exceto sob orientação médica. Se a dor ou a febre persistirem ou se os sintomas mudarem, o médico deverá ser consultado.
Doses em idosos: como os idosos são um grupo entre os mais propensos a efeitos adversos, devem ser consideradas doses mais baixas.
Doses em crianças: crianças menores de 12 anos não são aconselhadas a utilizar, salvo sob prescrição médica.

## Mecanismo de ação
Seu mecanismo não é totalmente conhecido, mas sabe-se que está relacionado com a inibição não seletiva da via da ciclo-oxigenase. A ativação da enzima fosfolipase A2, em resposta a vários estímulos, hidrolisa os fosfolípides da membrana, liberando ácido araquidônico no citoplasma que serve de substrato para duas vias enzímicas, a da ciclo-oxigenase e da lipo-oxigenase. Pela via da ciclo-oxigenase é gerada a prostaglandina H2, que estimula a formação de diversas prostaglandinas como PGI2, PGD2, PGE2 PGF2 e tromboxano A2. Pela via da lipo-oxigenase formam-se leucotrienos, lipoxinas e outros produtos. Conforme relatado há duas isoformas da enzima ciclo-oxigenase, sendo a cox 1 é expressa de forma constitutiva na maioria dos tecidos e a cox 2 é induzida nas inflamações. A vida ciclo-oxigenase é um importante alvo farmacológico e é onde os anti-inflamatórios não esteroides irão atuar, inibindo a via. A cox 1 é importante para a manutenção do estado fisiológico normal de muitos tecidos, incluindo a proteção da mucosa gastrointestinal, controle do fluxo sanguíneo renal, homeostasia, respostas autoimunes, funções pulmonares e do sistema nervoso central e a cox 2 origina prostaglandinas indutoras que contribuem para o desenvolvimento do edema, rubor, febre e hiperalgesia. As consequências do bloqueio da cox 1 no trato gastrointestinal são a inibição da proteção de sua mucosa e o aumento da secreção ácida, podendo levar à erosão, ulceração, perfuração e hemorragia e o bloqueio da cox 2 resulta em inibição da síntese de prostaciclina. A probabilidade de ocorrência de úlcera ou sangramento aumenta com o uso em doses altas ou prolongada, administração concomitante de corticoesteroides e anticoagulantes, tabagismo, bebidas alcoólicas e idade avançada também possuem influência. Diversos prostanoides, como a prostaciclina e a PGE2, são importantes para proteger a mucosa gástrica dos efeitos corrosivos do ácido estomacal e para manter a condição naturalmente saudável da mucosa gástrica. Sendo assim, com a alteração da atuação das protaglandinas, prostaciclinas e tromboxano o que acarreta um efeito anti-inflamatório do naproxeno.

## Farmacocinética
O naproxeno é dissolvido no suco gástrico, sendo rápido e completamente absorvido no trato gastrintestinal, é totalmente absorvido quando administrado por via oral. A sua absorção é influenciada pela presença de alimentos no estomago e pode ser acelerada pela administração concomitante de bicarbonato de sódio ou reduzida pela administração de óxido de magnésio ou hidróxido de alumínio. Também pode ser absorvido por via retal, entretanto as concentrações plasmáticas máximas são alcançadas mais lentamente.
Níveis plasmáticos significativos e início do alívio da dor são obtidos em 20 minutos após sua administração, o pico plasmático é atingido em aproximadamente 2 horas, o volume de distribuição é de cerca de 0,1 l/kg e o tempo de meia-vida de eliminação é de aproximadamente 14 horas. Liga-se quase totalmente as proteínas plasmáticas após administração de doses terapêuticas habituais.
O naproxeno é metabolizado no fígado e excretado principalmente, em torno de 95%, por via renal. Vale ressaltar que os dados farmacocinéticos demonstram linearidade nas doses recomendadas. Pacientes com deficiência hepática grave podem apresentar níveis mais elevados de naproxeno livre e a eliminação de naproxeno pode estar prejudicada na insuficiência renal grave, todavia não tem sido observado acúmulo significativo nas doses recomendadas.

## Disponibilidade
O naproxeno possui registro na Agência Nacional de Vigilância Sanitária, ANVISA, e não está incluído na lista de assistência farmacêutica do SUS, Sistema Único de Saúde.
Howard, Patricia A. Nonsteroidal anti-inflamatory drugs and cardiovascular Risk. J Am Coll Cardiol. 2004
Selectivity of widely used nosteroidal anti-inflammatory drugs. Am J Med. 1998
Vane JR, Botting RM. Mechanism of action of nonsteroidal antinflammatory drugs. Am J Med. 1998
Antman EM, DeMets D, Loscalzo J. Cyclooxygenase inhibition and cardiovascular risk. Circulation. 2005
Grosser T. Fries S, FitzGerald GA. Biological basis for the cardiovascular consequences of COX-2 inihibition: therapeutic challenges and opportunities. J Clin Invest. 2006
Bhala N, Emberson J, Merhi A, Abramson S, Arber N, Baron JA, "Vascular and upper gastrointestinal effects of non-steroidal anti-inflammatory drugs: meta-analyses of individual participant data from randomised trials". Lancet. 2013
Goodman LS, Gilman AG e cols. As bases farmacológicas da terapêutica. 12 Edição. McGraw-Hill. 2012
Food and drug Administration FDA- United State of Americ. Naproxen, drugs.com/last update march 2020
Ministério da Saúde, Consultoria Jurídica/Advocacia Geral da União, nota técnica 102 Naproxeno. 2012
Batlouni, Michel. Nonsteroidal AntiInflammatory Drugs: Cardiovascular, Cerebrovascular and Renal Effects.